# 新綿番船

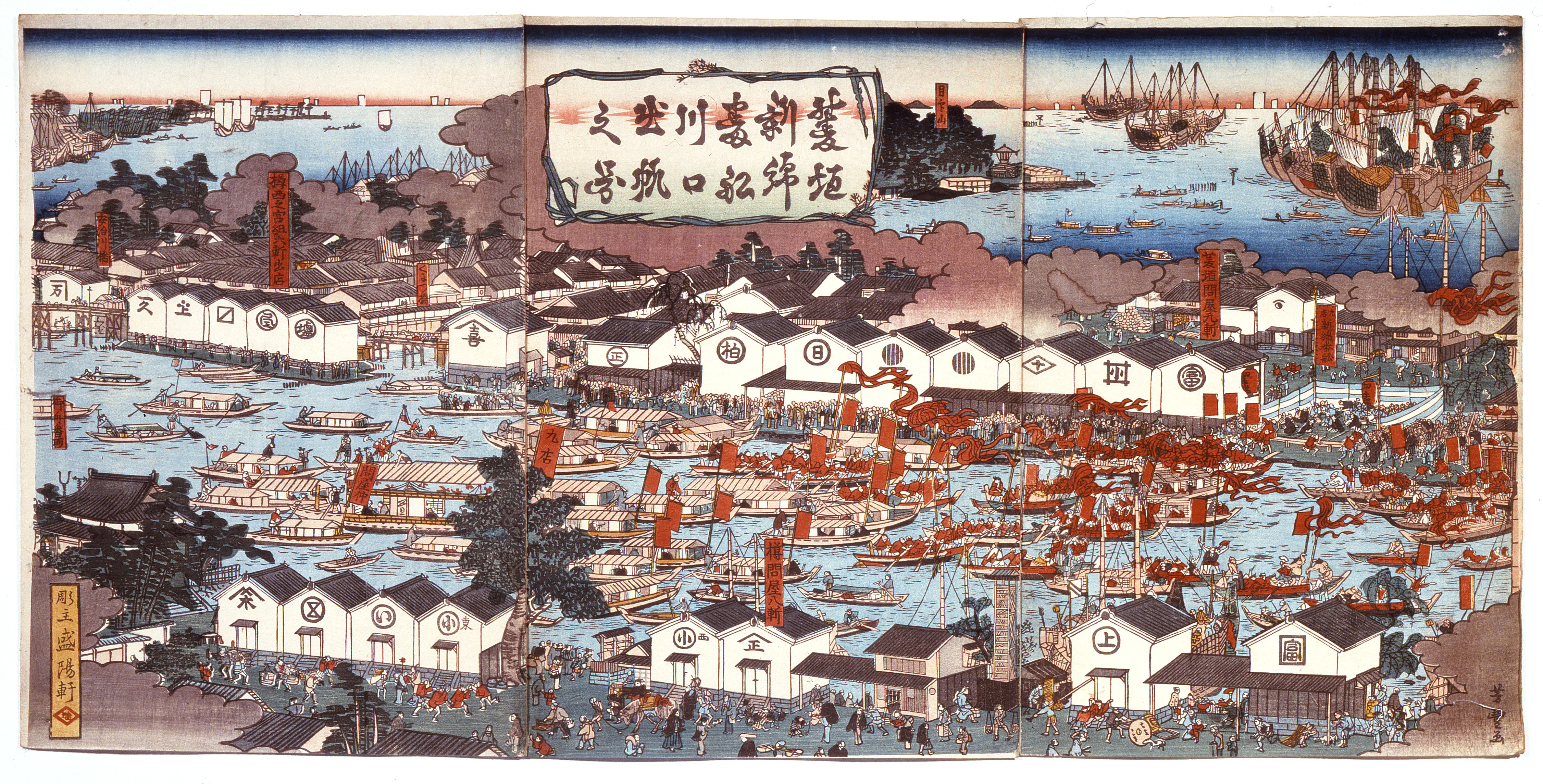
含粋亭芳豊『菱垣新綿番船川口出帆之図』

新綿番船（しんめんばんせん）は、江戸時代、大坂の九店（くみせ）が新綿を江戸に積送するときに競争させた船である。

## 概略
九店は、綿、油、紙、木綿、薬種、砂糖、鉄、蝋および鰹節のいわゆる重積（重要な積み込み品）の9品を取り扱うことができる商人であり、九品以外の積荷を取扱い得る商人は「十三店」と称して、これに付属していた。
九店、十三店の江戸積荷物を積送する廻船は、盛んなときは40余艘に達したという。
新綿番船は九店の考案による。番船とは江戸到着の1番、2番を争う意で、新綿到着の遅速は綿価に大きな影響があったから、荷主は一刻もはやく到着することをもとめ、船頭を奨励し、運用の秘術を尽くさせたことからおこり、廻船業の発達に大きく寄与した。
九店世話番は毎年8月下旬から9月朔日までに江戸九店世話番あてに書面を発し、同意を得て本年の番船隻数を定め、適宜、番船を指定したのち、ふたたび江戸九店および廻船問屋ならびに番船到着の前後を定める浦賀問屋に船名を通知し、一方では番船の船頭および仕立元から海上不法の乗方をいたさずという証文を徴し、廻船問屋は番船の船付書（荷物積込の日割書）を九店に配賦して荷物積入の周旋をする。
ただし九店以外の商人から、荷物積入を依頼されたときは、荷主から任証文をとる。
こうして荷物積入がおわると、出帆前日、九店の世話番荷主から廻船問屋行司、同問屋にいたるまで、一同が料理屋に会して番船船頭を招き「出帆盃」といって、酒宴を開き、その席上、抽籤で船頭の番号をさだめ、大阪出帆にいたるまで、もろもろみなこの番号順でおこなわせた。
出帆当日、早朝から九店一同見立船を艤し、臨時に設けた安治川四丁目の切手場に行き、番号順に船頭を整列させ、送切手をわたす。このときから船頭の競争ははじまり、送切手は手ずから授受せず船内の柱にしばりおき、撃柝を合図としてこれを取るのであり、船頭はその合図で先を争ってこれをとり、疾走して艀船に乗り、各自本船に帰るなり、ただちに抜錨する。
浦賀港においては九店の通知により、あらかじめ日時をはかり灯明台下に見張船をおき、見張船に送切手を差し出した前後によって一番入、二番入などの順序をさだめ、木札を船頭に交付してその証とし、飛脚を派してこれを江戸、大阪に通じ、また船改所に入津の届出をし、検査を受ける手続きをおこなった。
海上での競争は潮流、風力の利用いかんによるが、相互に秘術をつくし、ときには二船相並んで浦賀港にはいり、争ったこともあり、また二船の前後をきめがたく、江戸九店および廻船問屋の評議で総一番、次一番という判定を与えて落着したこともあった。
死力をつくして一番入した船頭が賞として得たところは2000匹ばかりの金子と羽織などに過ぎなかったが、彼らが一番入しようとしたのはこれにより荷主の愛顧を得て将来の積み荷を増やすことだけでなく、翌年、番船となるとき「抜仕立」といって他船に先だって荷物を積みいれる特権を得るからでもあった。
番船は江戸に入り、廻船問屋船頭を同伴して九店世話番のもとに到着のあいさつをさせ、荷物を陸揚げし、帰路、神戸に到り同所木谷某（先後場という）から番号札を受け取り、翌年の番号期までその順番で江戸積にしたがった。
新綿番船の船種は菱垣廻船であった。
番船の運賃は積荷ごとに元値を定め、その幾割を徴し、江戸到着後支払った。
本船の積下入用および艀賃は上述の運賃に含まれていた。
番船は文久年間、江戸幕府がじょうきせんによって江戸積荷物の運搬をはじめたから中止となったが、明治10年、再びはじめられた。
当時、新綿番船とならんで新酒番船があり、毎年、二月か三月頃に新酒を搭載し西宮を出帆した。
大阪、伊丹、池田、今津、西宮、青木、魚崎、御影、東明、新在家、大石、兵庫の十二郷の行司荷主などが、西宮につどって諸事を取り扱い、番号順を定め、送切手を交付するなど新綿番船と同様である。
ただし新酒番船は品川沖に本船を乗り入れ、送切手を江戸樽船問屋に差し出した前後によって1、2をさだめ、一番着の船頭には荷主から金品を授与した。
新酒番船の船種は樽廻船であった。